# Combat Sambo
Il Combat sambo (russo : Боевое Самбо, romanizzato :  Boyevoye Sambo), è uno stile di Sambo, utilizzato e sviluppato per l'esercito.
Il combat sambo ricorda le moderne arti marziali miste, comprese le forme di attacco e di lotta.

## Tecniche
Il combat sambo consente regolari pugni, calci, gomitate e ginocchiate, testate e colpi all'inguine, oltre a lanci, prese, strozzature e strangolamenti, ad eccezione di un wristbar in piedi o volante. La distinzione principale dal jiu-jitsu brasiliano (BJJ), a parte le tecniche di striking, è che le regole e i regolamenti del combat sambo non consentono un ricorso unilaterale al combattimento a terra senza lanci o altre manovre di combattimento (cioè semplicemente continuando a combattere a terra senza toccare l'avversario).

## Regolamento
In termini di vitalità, il combat sambo supera l'ARB in base alla progettazione, sebbene entrambi siano stati progettati solo per situazioni di combattimento. I concorrenti indossano giacche come nel sambo sportivo, ma anche protezioni per le mani e talvolta parastinchi e copricapi. I primi FIAS World Combat Sambo Championships si sono svolti nel 2001. La World Combat Sambo Federation, con sede in Russia, sanziona anche gli eventi internazionali di combat sambo. Il Combat sambo è progettato per affrontare determinati aspetti. L'efficacia di quest'arte marziale è determinata dalla sua struttura, ovvero da tre componenti: boxe, sambo e altri stili. Gli adattamenti del sambo da combattimento sono stati sviluppati dall'accademico GS Popov. Il compito degli adattamenti è garantire il passaggio sicuro dalla media distanza a quella ravvicinata, nonché l'uso coerente delle tecniche di sambo e boxe. La configurazione data prevede la fusione di due arti marziali in un unico sistema.